# Iosif Mordoveț
Iosif Mordoveț (în rusă Иосиф Лаврентьевич Мордовец) (n. 1899, Nedai, raionul Krivoirog, Ucraina; d. februarie 1976, Chișinău) a fost un general-maior de securitate din Republica Moldova, care a deținut funcția de ministru al afacerilor interne în Guvernul Republicii Moldova (1953-1954).

## Biografie
Iosif Lavrentevici Mordoveț (ortografiat și Mordovets) s-a născut în anul 1899 în satul Nedai din raionul Krivoirog (astăzi în Ucraina), în familia unui țăran. A absolvit studiile elementare la Școala parohială din satul natal în anul 1912. A lucrat apoi ca miner în minele din bazinul Niprului al Regiunii Ekaterinoslav. 
În octombrie 1918, s-a înscris ca voluntar în Armata Muncitorilor și Țăranilor ("Armata Roșie") în formațiunile conduse de Savenko și Krasnovgard din Krivoi Rog, făcând parte apoi din grupările paramilitare sovietice care au luptat pe coasta Mării Negre (februarie 1919 - aprilie 1923). 
În aprilie 1923 se întoarce în satul natal, unde lucrează ca fermier. În octombrie 1924 este ales ca secretar al Sovietului sătesc din Nedai până în noiembrie 1925, când a fost numit ca director al Combinatului de la Krivoi Rog. Lucrează apoi ca membru în Comitetul Raional al Uniunii Sindicatelor Muncitorești din Krivoi Rog (iulie 1926 - decembrie 1927) și ca activist al Comitetului Raional Krivoi Rog al Partidului Comunist (decembrie 1927 - ianuarie 1930). 
În ianuarie 1930 este recrutat de către NKVD, lucrând în Raionul Dolinsk din Regiunea Dnepropetrovsk, unde devine șef al NKVD raional (iunie - decembrie 1931). Este mutat apoi ca șef al NKVD din raioanele Magdalinov (decembrie 1931 - iulie 1935), Gorodok (iulie 1935 - iulie 1938). Conduce apoi două secții ale NKVD din Regiunea Kamenets-Podolsk și apoi unitatea UNKVD din aceeași regiune (ianuarie - 22 aprilie 1940). În același timp a fost avansat în grad: sublocotenent (23 martie 1936), locotenent (23 august 1938) și locotenent mahor (11 ianuarie 1940).
În anul 1940, este trimis în Basarabia, unde este numit în funcția de comisar-adjunct al Comisariatului Poporului pentru Afaceri Interne din RSS Moldova (7 august 1940 - martie 1941) și apoi în funcția de comisar-adjunct al Comisariatului Poporului pentru Securitatea Statului (NKVD) din RSS Moldova (martie - 25 iulie 1941). În această perioadă, este avansat la gradul de căpitan (28 aprilie 1941). 
După eliberarea Basarabiei de către Armata Română, Mordoveț se refugiază în URSS, unde a deținut funcțiile de comisar-adjunct al Comisariatului Poporului pentru Afaceri Interne (NKVD) de pe Frontul de Sud (25 iulie 1941 - mai 1942), de pe Frontul Caucazian de Nord (mai - 17 decembrie 1942) și apoi la cel al Grupului Forțelor de la Marea Neagră (17 decembrie 1942 - martie 1943). Este avansat la gradele de maior (1942) și apoi la cel de colonel (14 februarie 1943).
Este trecut apoi ca ofițer și director-adjunct al Departamentului sovietic de Contraspionaj (SMERSH) de pe Frontul Transcaucazian (aprilie 1943 - 21 februarie 1944) și apoi la cel de pe Frontul 2 Ucrainean (21 februarie - 31 iulie 1944). Aceste unități SMERSH au fost formate în timpul Marelui Război pentru Apărarea Patriei, având ca sarcină securizare spatelui Armatei Roșii și arestarea "trădătorilor, dezertorilor, spionilor și elementelor criminale".

## Ministru al securității în RSS Moldovenească
După reocuparea Basarabiei de către URSS, colonelul Iosif Mordoveț este numit la 31 iulie 1944 în funcția de comisar al Comisariatului Poporului pentru Securitatea Statului (NKVD) din RSS Moldovenească, fiind avansat la gradul de general-maior (9 iulie 1945). A condus KGB-ul din RSS Moldovenească între anii 1944-1955, deținând funcția de ministru și de membru al Guvernului republican.
În mai 1945, la Plenara a V-a a CC al PC(b)M, comisarul poporului pentru securitate, Iosif Mordoveț a fost ales ca membru al Comitetului Central (CC) și al Biroului CC al Partidului Comunist din RSS Moldovenească.
În perioada în care Mordoveț a condus KGB-ul din RSS Moldovenească (1944-1955), s-au produs o serie de schimbări în organizarea activității organelor de securitate. Ca urmare a modificărilor operate în legislația ce reglementa relațiile din sfera administrării de stat, NKGB al URSS a devenit Minister al Securității de Stat (MSS). Astfel, la data de 15 martie 1946 a fost adoptată Legea despre reorganizarea Sovietului Comisarilor Poporului al URSS în
Sovietul Miniștrilor al URSS și a Sovietelor Comisarilor Poporului ale republicilor unionale și
autonome în Sovietele Miniștrilor ale republicilor unionale și autonome, aducându-se ca principal argument faptul că denumirea Guvernului ca Soviet al Comisarilor Norodnici nu se aplică nici într-o altă țară. Cu această ocazie, lui Mordoveț i s-a schimbat titulatura în cea de ministru al securității statului din RSS Moldovenească. 
Iosif Mordoveț a coordonat activitatea represivă din RSS Moldovenească, ocupându-se de deportările românilor basarabeni (considerați "culaci") din iulie 1949. Astfel, el a trimis la Moscova la 17 ianuarie 1949 o notă informativă "Despre metodele și formele de luptă ale elementelor culăcești și naționaliste" apoi, după exact o lună, a mai trimis o altă notă "Despre particularitățile culăcimii basarabene". 
La aceste note informative, s-a adăugat și o rezoluție din 17 martie 1949 a Partidului Comunist din Moldova, prin care I.V. Stalin era rugat "de a permite să fie deportați din republică culacii și alte elemente antisovietice". Ca urmare a acestor informări și rugăminți, la 6 aprilie, Biroul Politic al CC al PCUS a adoptat hotărârea "cu privire la deportarea de pe teritoriul RSS Moldovenești a culacilor, foștilor moșieri, mari negustori, a complicilor activi ai ocupanților germani, a persoanelor care au colaborat cu organele de poliție germane și române, a participanților la activitățile partidelor și organizațiilor profasciste, a albgardiștilor, membrilor sectelor nelegale, precum și a familiilor tuturor categoriilor enumerate mai sus". Numărul total de persoane care urmau să fie deportate se ridica la 11.280 familii (40.850 de oameni). În aceeași hotărâre, s-a menționat ca deportarea "să se facă pe vecie" în regiuni din Kazahstanul de Sud, RSS Kazahă, precum și în ținutul Altai, regiunile Kurgan, Tiumeni, Tomsk ale RSFS Ruse. 
Ca urmare a celor hotârăte la Moscova, la 28 iunie 1949, Sovietul Miniștrilor de la Chișinău a adoptat hotărârea "Despre deportarea din RSS Moldovenească a familiilor culacilor, foștilor moșieri și mari negustori", prin care se aprobau listele persoanelor ce urmau să fie deportate, precum și transmiterea acestor liste "Ministerului Securității de Stat al RSS Moldovenești (tov. Mordoveț)". La data de 12 iulie 1949, ministrul moldovean al securității, Iosif Mordoveț și împuternicitul KGB al URSS la Chișinău, I. Ermilin, au trimis la Moscova un raport detaliat cu privire la desfășurarea Operațiunii "Sud", în care se menționa: 
|  | Operațiunea de deportare a început la ora 2 în noaptea de 6 spre 7 iulie și s-a terminat la ora 20, în 7 iulie 1949. În total au fost deportate 11.293 de familii, din care bărbați - 9.745, femei - 13.924, copii - 11.381. La 7-8 iulie 1949 au fost trimise peste hotarele Moldovei 30 de eșaloane (1.573 de vagoane) cu deportați... La desfășurarea Operațiunii "Sud" au participat 4.496 de cadre din Serviciul operativ, 13.774 de soldați și ofițeri din unitățile Securității de Stat, 24.705 de cadre din activul de grăniceri sovietici. Au fost mobilizate 4.069 de camioane, inclusiv 2.563 de camioane din unitatile Districtelor militare Carpați și Odessa. În general, operațiunea de deportare din RSS Moldovenească a decurs destul de normal, fără cine știe ce excese. Au fost împușcați 7 deportați, care au încercat să fugă, 4 au fost răniți. |

După o scurtă perioadă, în care a fost ministru al afacerilor interne (16 martie 1953 - 4 mai 1954), Mordoveț revine în funcția de președinte al Comitetului Securității Statului (KGB) din RSS Moldovenească (6 mai 1954 - 30 martie 1955), ca urmare a faptului că prin hotărârea Prezidiului CC al PCUS din 13 martie 1954, Comisariatul Poporului pentru Afaceri Interne s-a împărțit în Ministerul Securității Naționale (KGB) și Ministerul de Interne. A lucrat apoi ca șef de cadre al Ministerului Serviciilor Municipale al RSS Moldovenești (noiembrie 1955 - noiembrie 1956). 
Generalul Mordoveț a fost trecut în rezervă în noiembrie 1956, stabilindu-se la Chișinău. A încetat din viață în februarie 1976 în orașul Chișinău, fiind înmormântat în cimitirul armenesc din același oraș.

## Decorații primite
- Medalia de Onoare "15 ani de la înființarea NKVD" (14 august 1938);
- Ordinul de Merit (26 aprilie 1940; 27 martie 1942);
- Ordinul Steaua Roșie (3 noiembrie 1944; 12 mai 1945; 24 august 1949);
- Ordinul Lenin (11 octombrie 1949);
- Ordinul de Război, clasa I;
- 6 medalii.